# 변희상
변희상(1988년 2월 25일 ~)은 대한민국의 뮤지컬 배우다. 2013년 《두 도시 이야기》로 데뷔했다.

## 방송
- 더블 캐스팅 (2020) - Top12